# Brayan Gil
Brayan Alexander Gil Hurtado (* 28. června 2001) je salvadorský profesionální fotbalista, který hraje na pozici útočníka za ruský klub FK Baltika Kaliningrad. Narodil se v Kolumbii, ale hraje za salvadorský národní tým.

## Klubová kariéra

### Počátky kariéry
Brayan "El Comandante" Gil na počátku kariéry nejprve začal trénovat v mládežnických kategoriích klubů Fundación Educando a un Salvadoreño (FESA). Později odešel do Brujos de Izalco v Segunda División de El Salvador, kde se v 17 letech stal nejlepším střelcem s 15 góly a získal cenu "Stříbrný gól" od sportovního magazínu El Gráfico.

### FAS
Jeho výkony na mládežnické úrovni mu vynesly smlouvu v klubu CD FAS. Skončil jako druhý nejvyšší střelec ligy s 18 góly, včetně hattricku proti AD Chalatenango.

### Baltika Kaliningrad
Dne 18. ledna 2025 podepsal Gil smlouvu na čtyři a půl roku s Baltikou Kaliningrad, hrající druhou nejvyšší ruskou soutěž.

## Reprezentační kariéra
Brayan Gil má právo reprezentovat Kolumbii, kde se narodil, a Salvador díky naturalizaci.
Gil debutoval za Kolumbii U20 16. prosince 2020 proti Ekvádoru U20 při vítězství 5:1 a 19. prosince si připsal asistenci proti Ekvádoru v přátelském zápase.
Svůj seniorský debut za Salvador absolvoval 27. března 2023 proti Spojeným státům během Ligy národů CONCACAF, když prohráli 1:0.

## Osobní život
Brayan pochází z fotbalové rodiny a od 4 let žije v Salvadoru, což je důsledkem kariéry jeho otce, Cristiana Gila. Je také bratrem Cristiana Gila Jr. a Mayera Gila.

## Statistiky

### Klubové
Platí k zápasu hranému 24. května 2025.
| Klub                | Sezóna            | Liga                                      | Liga   | Liga | Národní pohár | Národní pohár | Kontinentální | Kontinentální | Ostatní | Ostatní | Celkově | Celkově |
| Klub                | Sezóna            | Soutěž                                    | Zápasy | Góly | Zápasy        | Góly          | Zápasy        | Góly          | Zápasy  | Góly    | Zápasy  | Góly    |
| ------------------- | ----------------- | ----------------------------------------- | ------ | ---- | ------------- | ------------- | ------------- | ------------- | ------- | ------- | ------- | ------- |
| FAS                 | 2019/20           | Primera División de Fútbol de El Salvador | 25     | 16   | 0             | 0             | –             | –             | 0       | 0       | 25      | 16      |
| Gent (hostování)    | 2019/20           | Jupiler Pro League                        | 0      | 0    | 0             | 0             | –             | –             | 0       | 0       | 0       | 0       |
| Alianza Petrolera   | 2020              | Categoría Primera A                       | 7      | 0    | 3             | 3             | –             | –             | 0       | 0       | 10      | 3       |
| Alianza Petrolera   | 2021              | Categoría Primera A                       | 36     | 4    | 1             | 0             | –             | –             | 0       | 0       | 37      | 4       |
| Alianza Petrolera   | 2022              | Categoría Primera A                       | 39     | 8    | 1             | 1             | –             | –             | 0       | 0       | 40      | 9       |
| Alianza Petrolera   | Celkově           | Celkově                                   | 82     | 12   | 5             | 4             | 0             | 0             | 0       | 0       | 87      | 16      |
| Deportes Tolima     | 2023              | Categoría Primera A                       | 28     | 4    | 1             | 0             | 3             | 0             | 0       | 0       | 32      | 4       |
| Deportes Tolima     | 2024              | Categoría Primera A                       | 38     | 13   | 2             | 1             | 1             | 0             | 0       | 0       | 41      | 14      |
| Deportes Tolima     | Celkově           | Celkově                                   | 66     | 17   | 3             | 1             | 4             | 0             | 0       | 0       | 73      | 18      |
| Baltika Kaliningrad | 2024/25           | Futbolnaja nacionalnaja liga              | 11     | 3    | 0             | 0             | –             | –             | –       | –       | 11      | 3       |
| Celkově v kariéře   | Celkově v kariéře | Celkově v kariéře                         | 184    | 48   | 8             | 5             | 4             | 0             | 0       | 0       | 196     | 53      |

### Reprezentační
Platí k zápasu hranému 10. června 2025.
| Národní tým | Rok     | Zápasy | Góly |
| ----------- | ------- | ------ | ---- |
| Salvador    | 2023    | 10     | 2    |
| Salvador    | 2024    | 1      | 1    |
| Salvador    | 2025    | 2      | 2    |
| Celkově     | Celkově | 13     | 5    |

#### Reprezentační góly
Skóre a výsledky Salvadoru jsou vždy zapsány jako první. Góly Brayana Gila jsou zvýrazněny.
| Gól | Datum            | Místo                                                      | Opponent          | Score | Result | Competition                                      |
| --- | ---------------- | ---------------------------------------------------------- | ----------------- | ----- | ------ | ------------------------------------------------ |
| 1.  | 4. července 2023 | Shell Energy Stadium, Houston, USA                         | Panama            | 1:0   | 2:2    | Zlatý pohár CONCACAF 2023                        |
| 2.  | 10. září 2023    | Estadio Jorge "El Mágico" González, San Salvador, Salvador | Trinidad a Tobago | 2:2   | 2:3    | Liga národů CONCACAF 2023/24                     |
| 3.  | 26. března 2024  | Shell Energy Stadium, Houston, USA                         | Honduras          | 1:0   | 1:1    | Přátelský zápas                                  |
| 4.  | 7. června 2025   | Raymond E. Guishard Technical Centre, The Valley, Anguilla | Anguilla          | 2:0   | 3:0    | Kvalifikace na Mistrovství světa ve fotbale 2026 |
| 5.  | 10. června 2025  | Estadio Cuscatlán, San Salvador, Salvador                  | Surinam           | 1:1   | 1:1    | Kvalifikace na Mistrovství světa ve fotbale 2026 |